# Invasion of the Saucer Men
Invasion of the Saucer Men este un film SF american din 1957 regizat de Edward Cahn pentru American International Pictures. În rolurile principale joacă actorii Steven Terrell, Gloria Castillo, Frank Gorshin, Raymond Hatton și Lyn Osborne.

## Prezentare
Un cuplu de adolescenți dau din greșeală cu mașina peste o creatură extraterestră aflată într-o pădure. Mâna creaturii cade, dar este încă vie, și, cu un ochi tot mai mare pe ea, începe să-i urmărească pe adolescenți. Între timp, Joe bețivul orașului, vrea să pună corpul în frigiderul său, dar unii dintre amicii extraterestrului îi injectează alcool și Joe moare din cauza unei supradoze.

## Actori
- Steven Terrell ca Johnny Carter
- Gloria Castillo ca Joan Hayden
- Frank Gorshin ca Joe Gruen
- Lyn Osborn ca Artie Burns
- Raymond Hatton ca Farmer Larkin